# Seven Churches
Seven Churches è il primo album in studio del gruppo musicale statunitense Possessed, pubblicato il 16 ottobre 1985 dalla Combat Records.

## Descrizione
Il titolo dell'album si riferisce alle Sette Chiese dell'Apocalisse. L'introduzione del brano d'apertura The Exorcist contiene un campionamento dell'album Tubular Bells di Mike Oldfield del 1973, usato per il film L'esorcista. L'album fu registrato durante lo Spring break dei membri del gruppo, dato che entrambi frequentavano all'epoca la scuola.

## Tracce
Lato A
1. The Exorcist – 4:51
2. Pentagram – 3:33
3. Burning in Hell – 3:10
4. Evil Warriors – 3:43
5. Seven Churches – 3:14

Lato B
1. Satan's Curse – 4:15
2. Holy Hell – 4:11
3. Twisted Minds – 5:10
4. Fallen Angel – 3:57
5. Death Metal – 3:13

## Formazione
Gruppo
- Jeff Becerra – basso, voce
- Mike Torrao – chitarra
- Larry LaLonde – chitarra
- Mike Sus – batteria

Altri musicisti
- Randy Burns – tastiera (tracce 1 e 9)

## Classifiche
| Classifica (2021) | Posizione massima |
| ----------------- | ----------------- |
| Grecia            | 75                |